# Sergej Suchoručenkov
Sergej Nikolaevič Suchoručenkov (in russo Сергей Николаевич Сухорученков?; Trostnaja, 10 agosto 1956) è un ex ciclista su strada sovietico, dal 1991 russo. Ha vinto la medaglia d'oro ai Giochi della XXII Olimpiade nella prova in linea.

## Palmares
- 1978 (Dilettanti, dieci successi)

Campionati sovietici, Prova in linea
Classifica generale Giro dell'URSS
2ª tappa Vuelta a Cuba, (Santiago de Cuba > Gran Piedra)
7ª tappa, 1ª semitappa Vuelta a Cuba (? > Topes de Collantes)
Classifica generale Vuelta a Cuba
1ª tappa Grand Prix de l'Avenir ((Divonne-les-Bains > Divonne-les-Bains)
6ª tappa, 1ª semitappa  Grand Prix de l'Avenir (Thonon-les-Bains > Thonon-les-Bains)
9ª tappa, 1ª semitappa Grand Prix de l'Avenir (Divonne-les-Bains > Aix-les-Bains)
Classifica generale Grand Prix de l'Avenir
5ª tappa Milk Race (Malvern > Stoke-on-Trent)
- 1979 (Dilettanti, nove vittorie)

Classifica generale Giro dell'URSS
4ª tappa Course de la Paix (Dubnica nad Váhom > Banská Bystrica)
5ª tappa Course de la Paix (Podhora > Košice)
Classifica generale Course de la Paix
6ª tappa Grand Prix de l'Avenir (Saint-Trivier-sur-Moignans > Divonne-les-Bains)
Classifica generale Grand Prix de l'Avenir
6ª tappa, 1ª semitappa Giro delle Regioni (La Spezia > Livorno)
6ª tappa, 2ª semitappa Giro delle Regioni (Livorno > ?)
Classifica generale Giro delle Regioni
- 1980 (Dilettanti,  vittorie)

4ª tappa Giro delle Regioni (Cesena > Prato)
10ª tappa Milk Race (Southport > Bradford)
Giochi olimpici, Prova in linea
8ª tappa Grand Prix de l'Avenir (Morzine > Morzine)
11ª tappa, 2ª semitappa Grand Prix de l'Avenir (Saint-Julien-en-Genevois > Col du Grand Colombier)
- 1981 (Dilettanti, cinque vittorie)

6ª tappa, 1ª semitappa Giro delle Regioni (Roma > L'Aquila)
5ª tappa Giro delle Regioni (Arezzo > San Marino)
Classifica generale Giro delle Regioni
8ª tappa Course de la Paix (Mladá Boleslav > Wałbrzych)
4ª tappa Tour de Luxembourg (Vianden > Diekirch)
- 1982 (Dilettanti, due vittorie)

5ª tappa Circuit de la Sarthe (La Suze > Le Mans)
8ª tappa Grand Prix Tell (Zurigo > Zurigo)
- 1984 (Dilettanti, due vittorie)

8ª tappa Course de la Paix (Trutnov > Karpacz)
Classifica generale Course de la Paix
- 1987 (Dilettanti, una vittoria)

Classifica generale Giro della Crimea
- 1990 (Alfa Lum, una vittoria)

3ª tappa Vuelta de Chile (Santiago del Cile > Los Maitenes)
Classifica generale Vuelta de Chile

### Altri successi
- 1978 (Dilettanti, una vittoria)

4ª tappa, 1ª semitappa Vuelta a Cuba (cronosquadre)
- 1979 (Dilettanti, quattro vittorie)

Campionati sovietici, Cronometro a squadre (con Anatolij Jarkin, Jurij Alekseevič Kaširin e Sergej Šelpakov)
Prologo Giro delle Regioni (L'Aquila > L'Aquila, cronosquadre)
4ª tappa, 1ª semitappa Vuelta a Cuba (? > Las Tunas)
Classifica scalatori Vuelta a Cuba
- 1980 (Dilettanti, una vittoria)

Classifica scalatori Giro delle Regioni
- 1981 (Dilettanti, due vittorie)

Classifica scalatori Giro delle Regioni
Classifica combinata Giro delle Regioni
- 1986 (Dilettanti, una vittoria)

Prologo Grande Prémio Internacional de Torres Vedras-Troféu Joaquim Agostinho (Mafra > Ericeira, cronosquadre)

## Piazzamenti

### Grandi giri
- Giro d'Italia

1989: 54º
- Vuelta a España

1986: 70º
1989: 69º

### Competizioni mondiali
- Giochi olimpici

Mosca 1980 - In linea: vincitore